# András Jakobčić
András Jakobčić (Subotica, 8. svibnja 1934. – Subotica, 13. prosinca 1989.) je bio višestruki jugoslavenski reprezentativac u mačevanju i mačevalački trener. Rodom je iz redova bačkih plemenitaških Hrvata, obitelji Jakobčića.
Sin je poznatog mačevaoca Eugena Jakobčića. S ocem je 1959. obnovio mačevalački šport u Subotici 1959. godine. Osvojio je broncu na Balkanskim igrama u Zagrebu 1969. godine u disciplini sablja.